# Cool Heat
Cool Heat (с подзаголовком Anita O’Day Sings Jimmy Giuffre Arrangements) — студийный альбом американской певицы Аниты О’Дэй, выпущенный в 1958 году на лейбле Verve Records. Аранжировки для альбома подготовил Джимми Джуффри.

## Отзывы критиков
| Оценки критиков                            | Оценки критиков |
| Источник                                   | Оценка          |
| ------------------------------------------ | --------------- |
| AllMusic                                   | [ 2 ]           |
| Encyclopedia of Popular Music              | [ 3 ]           |
| MusicHound Jazz: The Essential Album Guide | [ 4 ]           |

Скотт Яноу из AllMusic отметил зажигательное пение Аниты О’Дэй, подкрепленное классными Джимми Джуффри. В рецензии журнала Cash Box написали: «Анита О’Дэй „остыла“ к этому альбому, но в её пении не меньше артистизма, стилистики и индивидуализма, чем на предыдущих горячих сессиях. Её охлаждение связано с использованием аранжировок Джимми Джуффри, которые звучат в стиле свинг, но более плавно и глянцево, чем привыкла певица. Отличное дополнение к джазовому вокалу».

## Список композиций
1. «Mack the Knife» (Курт Вайль, Бертольт Брехт) — 3:05
2. «Easy Come, Easy Go» (Джонни Грин, Эдвард Хейман) — 3:10
3. «Orphan Annie» (общественное достояние) — 2:00
4. «You’re a Clown» (Джо Олбани, Эйлин Олбани) — 2:30
5. «Gone with the Wind» (Элли Врубель, Херб Магидсон) — 2:24
6. «Hooray for Hollywood» (Ричард А. Уайтинг, Джонни Мерсер) — 2:21
7. «It Had to Be You» (Ишем Джонс, Гас Кан) — 3:10
8. «Come Rain or Come Shine» (Гарольд Арлен, Джонни Мерсер) — 2:13
9. «Hershey Bar» (Джонни Мэндел) — 2:05
10. «A Lover Is Blue» (Чарльз Карпентер, Джимми Манди, Трамми Янг) — 2:59
11. «My Heart Belongs to Daddy» (Коул Портер) — 2:51
12. «The Way You Look Tonight» (Джером Керн, Дороти Филдс) — 2:09

## Участники записи
- Анита О’Дэй — вокал
- Оркестр, аранжированный и дирижируемый Джимми Джуффре, в том числе:
  - Джордж Морроу — бас-гитара
  - Джим Холл — гитара
  - Арт Пеппер — саксофон-альт
  - Ричи Камука — саксофон-тенор
  - Конте Кандоли, Томми Ривз, Джек Шелдон — труба
  - Джил Фалько, Лестер Робинсон, Фрэнк Розолино — тромбон
  - Мел Льюис — ударные
  - Бад Шенк — саксофон-альт, флейта